# Smažení

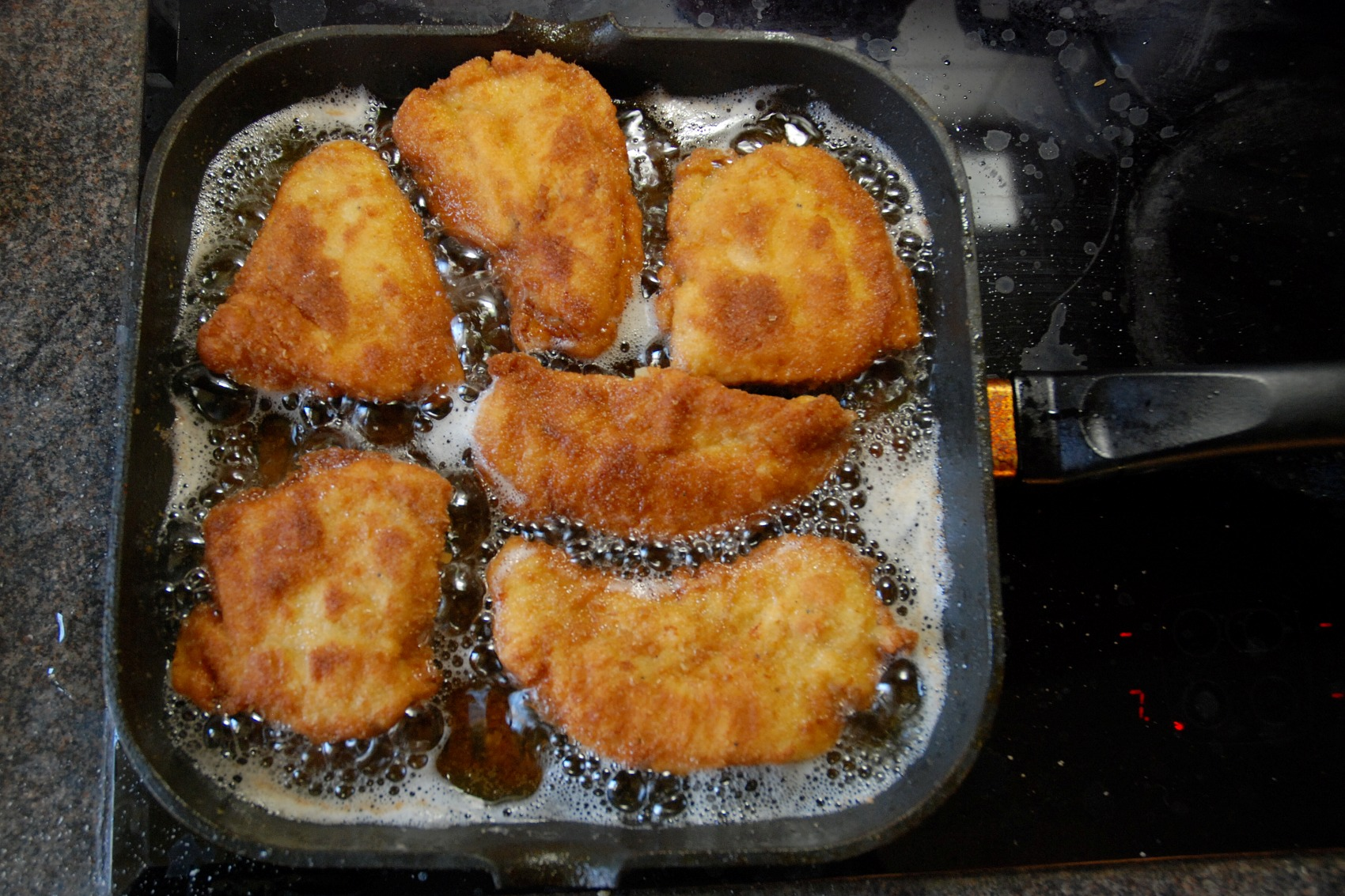
Smažení kuřecích řízků

Smažení je tepelná úprava pokrmu, při které se pevné kusy polotovaru (masa, masa obaleného v těstíčku, brambor, zeleniny apod.) ponechají po dobu až 15 minut na pánvi v oleji (nebo jiných tucích kupříkladu sádle či másle) o teplotě značně vyšší (přes 200 °C), než je teplota varu vody. Během této doby je zpravidla potřeba je několikrát obrátit. Tím se pokrmy připraví rychleji než vařením. Aby nedocházelo k připalování při vysoké teplotě, ale přitom byl pokrm dostatečně tepelně upraven i uvnitř, je nutné smažit pouze tenké plátky.
Zvláštní formou smažení je fritování, při kterém jsou pevné kusy polotovaru do nádoby s olejem zcela ponořeny a obvykle leží na zvláštním sítku – z praktických důvodů.

## Zdraví
Některé druhy jídla připravované tímto způsobem mohou představovat velmi nezdravou stravu, vedoucí k obezitě a celulitidě a dalším zdravotním problémům a rizikům.
Vědci z Technické univerzity v Mnichově poprvé prokázali přítomnost rakovinotvorné látky – glycidamidu – ve smažených hranolcích a chipsech. Glycidamid je látka, jež vzniká při zahřívání produktů z brambor, a je daleko nebezpečnější než v hranolcích v květnu 2002 objevený akrylamid.
Glycidamid byl při tomto testu prokázán ve výrobcích ve velmi malém množství, od 0,3 do 1,5 mikrogramu na kilogram v deseti vzorcích bramborových lupínků a ve třech druzích hranolků.
Glycidamid i akrylamid se uvolňují ve vysokých teplotách při tepelném zpracování bramborových produktů. K tomu dochází při 120 stupních Celsia. Daleko více nebezpečné látky vznikají při teplotách nad 180 stupňů Celsia.